# Бинг, Ричард
Ричард Джон Бинг (англ. Richard John Bing, 12 октября 1909, Нюрнберг, Королевство Бавария — 8 ноября 2010[…], Ла-Каньяда-Флинтридж, Калифорния) — кардиолог, внесший значительный вклад в свою область исследований. В 1995 году он был избран в Американское философское общество. 

## Ранние годы и образование
Родился в Нюрнберге в семье торговца хмелем и профессиональной певицы, учился в консерватории при Нюрнбергской гимназии, но также интересовался медициной. Пытаясь определить, какой путь выбрать, после равнодушного приёма у Рихарда Штрауса и вдохновлённый романом «Эрроусмит», он пошёл в медицину и получил учёную степень в Мюнхенском университете в 1934 году. Его еврейская семья вскоре покинула нацистскую Германию, и он продолжил обучение в Бернском университете, а в 1935 году получил ещё одну медицинскую степень.

## Карьера кардиолога
Затем Бинг прошёл стажировку в Биологическом институте Карлсберга в Копенгагене. Там его посетили лауреат Нобелевской премии хирург Алексис Каррель и лётчик Чарльз Линдберг. После этой встречи он получил приглашение поработать в Рокфеллеровском институте в Нью-Йорке над ранними разработками машинной перфузии. После работы в Рокфеллеровском институте он занял должность преподавателя физиологии в Колледже врачей и хирургов Колумбийского университета, где работал под руководством Аллена Уиппла.
Он прошёл стажировку в качестве ассистента в Университете Джонса Хопкинса, чтобы иметь возможность присоединиться к Медицинскому корпусу. После двух лет службы в Корпусе он вернулся в Университет Хопкинса в качестве младшего преподавателя. Там он провёл новаторские исследования сердечного метаболизма, что позволило точно измерить воздействие лекарственных препаратов и разработок на сердце. После обучения в Университете Вашингтона в Сент-Луисе и Университете Уэйна он переехал в Калифорнию и присоединился к Медицинскому научно-исследовательскому институту Хантингтона. Там он продолжил исследования, изучая химию сердечных приступов, разрабатывая методы высокоскоростной фотосъёмки коронарных сосудов и измерения кровотока с использованием оксида азота.
Бинг был пожизненным президентом Международного общества исследований сердца, помогая создать группу, которая впоследствии превратилась в эту организацию. Он продолжал работать даже после 90 лет и опубликовал более 500 научных статей и книг. Продолжая интересоваться музыкой, он также написал 300 музыкальных произведений и пять художественных произведений.

## Личная жизнь и смерть
В 1938 году Бинг женился на Мэри Уиппл, дочери своего руководителя в Колумбийском университете (умерла в 1990 году), у них было двое сыновей и две дочери; его дочь Барбара Бинг умерла в 1999 году. В 2009 году он стал героем короткометражного документального фильма «Para Fuera: Портрет доктора Ричарда Дж. Бинга». Он умер 8 ноября 2010 года в возрасте 101 года.